# Edgardo Angara
Edgardo J. Angara (Baler, 24 september 1934 – Tagaytay, 13 mei 2018) was een ervaren Filipijns politicus en bestuurder. Hij was senator van 1987 tot 1998 en van 2001 tot 2013. Tijdens de ambtstermijn van president Joseph Estrada was Angara minister van landbouw. Ook was hij kortstondig Executive Secretary, tot de afzetting van Estrada. Daarnaast was Angara van 1981 tot 1987 president van de University of the Philippines.

## Biografie
Edgardo Angara werd geboren op 24 september 1934 in Baler, toen nog in de Filipijnse provincie Tayabas, tegenwoordig in Aurora. Hij was een van de tien kinderen van tandarts Juan Angara en verpleegster Juana Javier. Angara voltooide in 1958 een Bachelor-opleiding aan de University of the Philippines. Een jaar later slaagde hij tevens voor het toelatingsexamen van de Filipijnse balie. Nadien werkte hij voor Ponce Enrile and Siguion Reyna Law Office. In 1964 behaalde Angara een master-diploma aan de University of Michigan.
Angara werd in 1971 namens de provincie Quezon gekozen als lid van de Constitutionele Conventie, waar de nieuwe Filipijnse Grondwet werd ontworpen, die het jaar erop werd geratificeerd. Ook begon Angara rond deze tijd samen met enkele studiegenoten, waaronder Abello, Regala en Concepcion een eigen advocatenkantoor. Dit advocatenkantoor met de naam ACCRA Law Offices, groeide in de jaren erna uit tot een van de meest gerenommeerde advocatenkantoren van de Filipijnen. Ook bekleedde hij diverse topfuncties binnen de advocatuur. Zo was hij van 1975 tot 1986 president van de Philippine Bar Association, president van de Integrated Bar of the Philippines van 1979 tot 1981 en de 1e president van de ASEAN Law Association van 1980 tot 1982. Naast zijn werk in de advocatuur was Angara tevens directeur en CEO van enkele bedrijven, waaronder Dolores Timber Industries, Multi-Natural Resources and Drilling Corporation en Samar Lumber Company. Van 1981 tot 1987 was Angara bovendien president van de staatsuniversiteit, de University of the Philippines.
Bij de verkiezingen van 1987 werd Angara gekozen in de Senaat van de Filipijnen. In 1992 later werd hij herkozen met een termijn tot 1998. Van 1993 tot 1995 was hij president van de Senaat, de op twee nam machtigste positie in de Filipijnen. Hij stond bekend als een hervormer. In zijn periode als senator stond Angara aan de basis van veel belangrijke wetgeving. Als president van de senaat slaagde hij erin om de impasse tussen de wetgevende en uitvoerende macht te doorbreken, waardoor veel wetsvoorstellen uiteindelijk in het parlement aangenomen werden. Voorbeelden daarvan zijn de Free High School Act, de wet voor de Commission on Higher Education (CHED), de wet voor de Technical Education and Skill Development Authority (TESDA), de National Health Insurance Act (Philhealth), de Senior Citizens Act, de Agriculture and Fisheries Modernization Act (AFMA), de Renewable Energy Act en de Procurement Reform Act.
Na zijn periode in de Senaat wilde Angara in 1998 meedoen aan de presidentsverkiezingen. Vanwege de populariteit van uitdager Joseph Estrada, die de verkiezingen ook zou winnen, besloot hij zich uiteindelijk niet verkiesbaar te stellen als president, maar deed hij als running mate van Estrada mee aan de vicepresidentsverkiezingen. Bij deze verkiezingen eindigde hij echter als tweede achter winnares Gloria Macapagal-Arroyo.
Na de inauguratie van Joseph Estrada was hij van 1998 tot 1999 Voorzitter van de raad van bestuur van de Philippine National Bank. Aansluitend was Angare van 1999 tot 2001 minister van landbouw in het kabinet van Joseph Estrada. Twee weken voor het einde van de regering Estrada werd hij benoemd tot Executive Secretary (het hoofd van het kabinet, ook wel de kleine president genoemd).
In 2001 werd hij opnieuw gekozen in de Filipijnse Senaat. Zes jaar later werd hij bij de verkiezingen van 2007 gekozen voor een nieuwe termijn van 6 jaar in het Senaat. In de Senaat was hij onder meer voorzitter van de Senaatscommissies voor Onderwijs, Kunst en Cultuur, de Commissie voor Wetenschap en Technologie en de Commissie voor Wetenschap, Technologie en Ingenieurswetenschappen van het Filipijns Congres. Ook was hij een van de senatoren die stemde voor de afzetting van opperrechter Renato Corona. Tegen het einde van zijn termijn kondigde Angara aan, dat hij mee zou doen aan de verkiezingen voor het gouverneurschap van Aurora. Hij trok zich uiteindelijk echter terug ten faveure van zijn jongere broer Arturo Angara, en besloot om uit de politiek te stappen.
In mei 2017 werd Angara door president Rodrigo Duterte benoemd tot speciaal afgezant voor de Europese Unie.
Op 13 mei 2018 overleed Angara in Tagaytay op 83-jarige leeftijd aan de gevolgen van een hartaanval. Hij was getrouwd met Gloria Manalang. Samen kregen ze vier kinderen. Hun zoon Sonny Angara, was van 2004 tot 2013 lid van het afgevaardigde namens Aurora en werd bij de verkiezingen van 2013 gekozen in de Senaat.

### Boeken
- Asia Research Systems, Press Foundation of Asia (1980), The Outstanding Leaders of the Philippines, Asia Research Systems
- D. H. Soriano, Isidro L. Retizos (1981), The Philippines Who's who, 2nd ed. Who's Who Publishers, Manilla
- Bowker-Saur (1991), Who's Who in Asian and Australasian Politics, Bowker-Saur, Londen
- Mahal Kong Pilipinas Foundation, Inc (1994), Who's who in Philippine Government, Mahal Kong Pilipinas Foundation, Inc, Quezon City

### Websites
- Biografie Edgardo Angara, website Filipijnse Senaat (geraadpleegd op 30 augustus 2015)
- Chan Robles Law Firm, Lijst met Filipijnse advocaten - A, website Chan Robles Law Firm (geraadpleegd op 30 augustus 2015)
- Former Senate president Ed Angara dies at 83, CNN philippines (13 mei 2018)

- Biblioteca Nacional de España: XX5467049
- International Standard Name Identifier: 0000 0000 3679 6929
- Library of Congress Control Number: n2006221494
- Trove: 1498817
- Virtual International Authority File: 70833312
- WorldCat: E39PBJdWQXrFdd4gQWbmMgB9Dq